# Canencia
Canencia és un municipi del nord-est de la Comunitat de Madrid.

## Demografia
| 1991 | 1996 | 2001 | 2004 |
| ---- | ---- | ---- | ---- |
| 420  | 474  | 414  | 457  |